# International Ice Hockey Federation

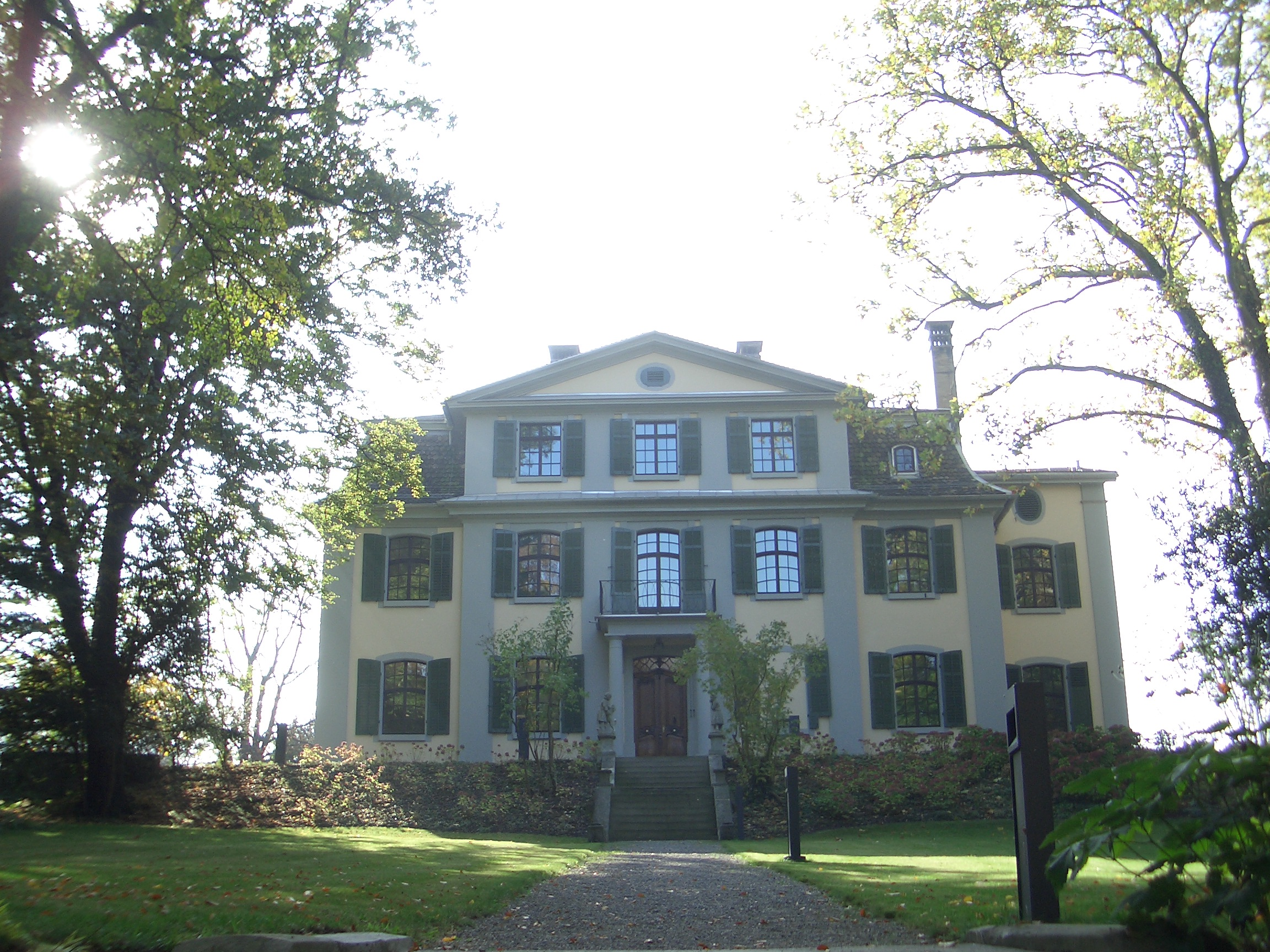
IIHF:s huvudkontor i Zürich, här 2005.

International Ice Hockey Federation, IIHF (Internationella ishockeyförbundet), grundades i Paris den 15 maj 1908 och är ett förbund av nationella idrottsförbund för ishockey och arrangerar tävlingar i ishockey och inlinehockey för både herrar och damer på internationell nivå, bland annat anordnas världsmästerskap. Huvudkontoret ligger i Zürich i Schweiz och IIHF har 65 medlemsländer. Ordförande är Luc Tardif. 
IIHF stiftar regler för ishockey. Trots sin internationella befogenhet har IIHF ofta haft ett mindre inflytande i Nordamerika, där NHL, som inte lyder under IIHF, dominerat. IIHF:s inflytande baseras främst på länderna i Europa med respektive nationsförbund och ishockeyligor, som följer IIHF:s beslut. Kanada och USA är de enda medlemsländerna som har egna regelböcker för nationella tävlingar.
Beslut som IIHF tagit kan överklagas i idrottens skiljedomstol, CAS – Court of Arbitration of Sport, i Lausanne, Schweiz.
IIHF:s museum är lokaliserat tillsammans med IIHF:s Hall of Fame i Toronto, Ontario, Kanada och upptar över 325 kvadratmeter. Hall of Fame etablerades 1997 av de 30 originalmedlemsländerna i IIHF för att hedra personer som betytt mycket för ishockeyns utveckling. Här finns både spelare och lagledare upptagna.
Som en del i sitt 100-årsfirande av IIHF:s tillblivelse, spelades ishockey-VM 2008 i Kanada, födelseplatsen för organiserad ishockey, detta var den första gången herrarnas VM i ishockey avgjordes i Kanada. Däremot har VM-turneringar för damer och ungdomar anordnats där flera gånger.

## Presidenter

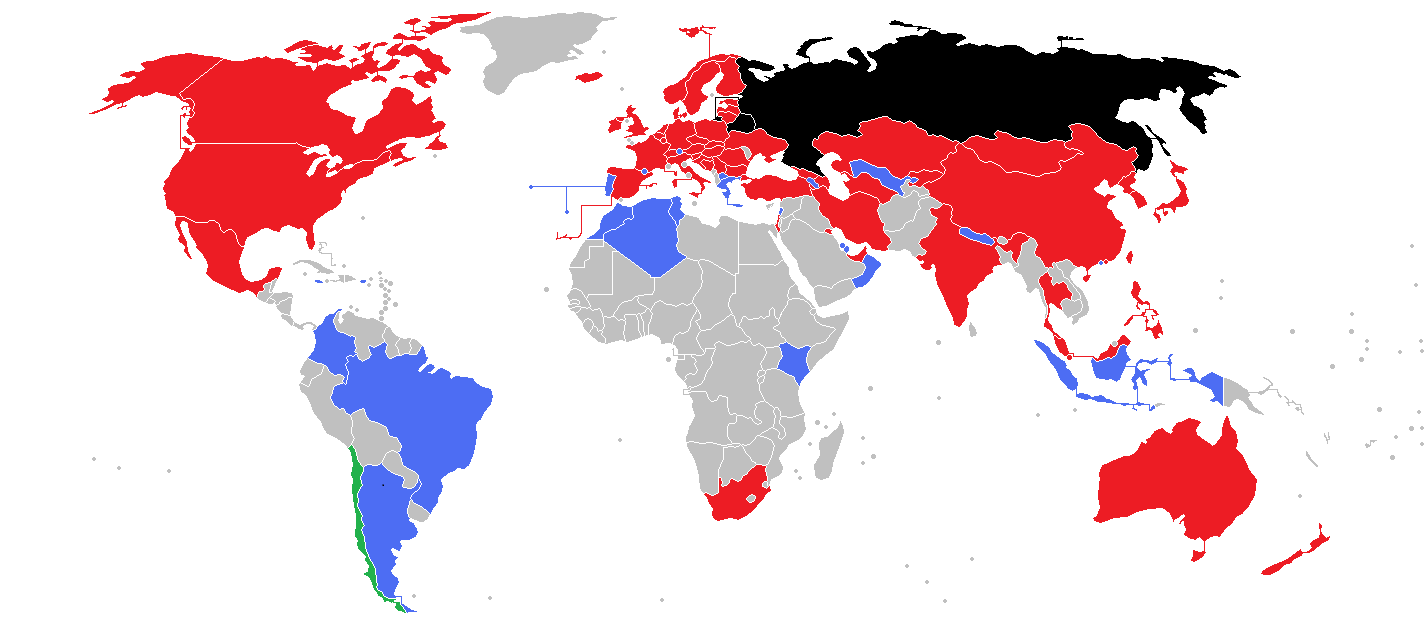
Nuvarande medlemmar i IIHF. (Rött indikerar fullvärdiga medlemmar, blått indikerar associerade medlemmar, grönt indikerar anslutna medlemmar och svart
indikerar suspenderade medlemmar).

| Namn                     | År                              |
| ------------------------ | ------------------------------- |
| Louis Magnus             | 1908–1912                       |
| Henri Van den Bulcke     | 1912–1914                       |
| Major B M "Peter" Patton | 1914                            |
| Louis Magnus             | 1914                            |
| Henri Van den Bulcke     | 1914–1920                       |
| Max Sillig               | 1920–1922                       |
| Paul Loicq               | 1922–1947                       |
| Dr. Fritz Kraatz         | 1947–1948                       |
| George Hardy             | 1948–1951                       |
| Dr. Fritz Kraatz         | 1951–1954                       |
| Walter Brown             | 1954–1957                       |
| John F "Bunny" Ahearne   | 1957–1960                       |
| Robert Lebel             | 1960–1963                       |
| John F "Bunny" Ahearne   | 1963–1966                       |
| William Thayer Tutt      | 1966–1969                       |
| John F "Bunny" Ahearne   | 1969–1975                       |
| Dr. Gunther Sabetzki     | 1975–1994                       |
| René Fasel               | 1994–2021                       |
| Luc Tardif               | 2021–innehar fortfarande posten |

## Medlemsländer
Det finns tre sortorters medlemmar i IIHF: fullvärdiga medlemmar, associerade medlemmar anslutna medlemmar

### Fullvärdiga medlemmar
| Land                    | Medlem sedan        | Nationell organisation                               | Ordförande             | Ref.   |
| ----------------------- | ------------------- | ---------------------------------------------------- | ---------------------- | ------ |
| Australien              | 11 februari 1938    | Ice Hockey Australia                                 | Don Rurak              | [ 2 ]  |
| Österrike[A]            | 18 mars 1912        | Österreichischer Eishockeyverband                    | Dieter Kalt            | [ 3 ]  |
| Azerbajdzjan            | 6 maj 1992          | Republiken Azerbajdzjans ishockeyfederation          | Vagif D. Mussayev      | [ 4 ]  |
| Bahrain                 | 26 september 2024   |                                                      |                        | [ 5 ]  |
| Belarus                 | 6 maj 1992          | Belarus ishockeyfederation                           | Evgeny Vorsin          | [ 6 ]  |
| Belgien                 | 8 december 1908     | Belgiens kungliga ishockeyfederation                 | Pascal Nuchelmans      | [ 7 ]  |
| Bosnien och Hercegovina | 8 maj 2001          | Bosnien och Hercegovinas ishockeyfederation          | Haris Muhic            | [ 8 ]  |
| Bulgarien               | 25 juli 1960        | Bulgariska ishockeyfederationen                      | Krasimir Krastev       | [ 9 ]  |
| Kanada                  | 26 april 1920       | Hockey Canada                                        | Tom Renney             | [ 10 ] |
| Kina                    | 25 juli 1963        | Kinas ishockeyförbund                                | Wang Yitao             | [ 11 ] |
| Kinesiska Taipei        | 1 september 1983    | Kina-Taipeis ishockeyförbund                         | Pai Wen-Jun            | [ 12 ] |
| Kroatien                | 6 maj 1992          | Kroatiska ishockeyförbundet                          | Nikola Švigir          | [ 13 ] |
| Tjeckien                | 15 november 1908[B] | Tjeckiska ishockeyförbundet                          | Tomáš Král             | [ 14 ] |
| Danmark                 | 27 april 1946       | Danmarks Ishockey Union                              | Henrik Bach Nielsen    | [ 15 ] |
| Estland                 | 17 februari 1935[D] | Eesti Jäähoki Liit                                   | Priit Vilba            | [ 16 ] |
| Finland                 | 10 februari 1928    | Finlands Ishockeyförbund                             | Kalervo Kummola        | [ 17 ] |
| Frankrike               | 20 oktober 1908     | Fédération Française de Hockey sur Glace             | Luc Tardif             | [ 18 ] |
| Georgien                | 8 maj 2009          | Georgiens ishockeyfederation                         | Nugzar Paikidze        | [ 19 ] |
| Tyskland[C]             | 19 september 1909   | Deutscher Eishockey-Bund                             | Uwe Harnos             | [ 20 ] |
| Storbritannien          | 19 november 1908    | Ice Hockey UK                                        | Eamon Convery          | [ 21 ] |
| Hongkong                | 30 april 1983       | Hong Kong Ice Hockey Association                     | Siu Yin Yip            | [ 22 ] |
| Ungern                  | 24 januari 1927     | Magyar Jégkorong Szövetség                           | Ferenc Studniczky      | [ 23 ] |
| Island                  | 6 maj 1992          | Íshokkísamband Íslands                               | Vidar Gardarsson       | [ 24 ] |
| Indien                  | 27 april 1989       | Ice Hockey Association of India                      | K. L. Kumar            | [ 24 ] |
| Irland                  | 26 september 1996   | Irish Ice Hockey Association                         | William Fay            | [ 25 ] |
| Israel                  | 1 maj 1991          | Israels ishockeyfederation                           | Sergei Matin           | [ 26 ] |
| Italien                 | 24 januari 1924     | Federazione Italiana Sport del Ghiaccio              | Giancarlo Bolognini    | [ 27 ] |
| Japan[E]                | 26 januari 1930     | Nihon Aisuhokkē Renmei                               | Kenichi Chizuka        | [ 28 ] |
| Kazakstan               | 6 maj 1992          | Federatsiya Hokkeya Kazakhstana                      | Askar Mamin            | [ 29 ] |
| Kenya                   | 26 september 2024   |                                                      |                        | [ 5 ]  |
| Nordkorea               | 8 augusti 1963      | Nordkoreas ishockeyfederation                        | Pak Song-Nam           | [ 30 ] |
| Sydkorea                | 25 juli 1960        | Sydkoreas ishockeyförbund                            | Park Kap-Chul          | [ 31 ] |
| Lettland                | 22 februari 1931[D] | Latvijas Hokeja federācija                           | Kirovs Lipmans         | [ 32 ] |
| Litauen                 | 19 februari 1938[D] | Lietuvos Ledo Ritulio Federacija                     | Petras Nauseda         | [ 33 ] |
| Luxemburg               | 23 mars 1912        | Fédération Luxembourgeoise de Hockey sur Glace       | Rene Ludovicy          | [ 34 ] |
| Mexiko                  | 30 april 1985       | Federación Deportiva de México de Hockey sobre Hielo | Joaquin de la Garma    | [ 35 ] |
| Mongoliet               | 15 maj 1999         | Mongoliska ishockeyfederationen                      | Sumiya Ganjargal       | [ 36 ] |
| Nederländerna           | 20 januari 1935     | Nederlandse IJshockey Bond                           | Joop Vullers           | [ 37 ] |
| Nya Zeeland             | 2 maj 1977          | New Zealand Ice Hockey Federation                    | Grant Hay              | [ 38 ] |
| Norge                   | 20 januari 1935     | Norges Ishockeyforbund                               | Ole-Jacob Libæk        | [ 39 ] |
| Polen                   | 11 januari 1926     | Polski Związek Hokeja na Lodzie                      | Zdzislaw Ingielewicz   | [ 40 ] |
| Rumänien                | 24 januari 1924     | Federația Română de Hochei pe Gheață                 | Barna Tanczos          | [ 41 ] |
| Ryssland                | 1 april 1952[F]     | Ryska ishockeyfederationen                           | Vladislav Tretiak      | [ 42 ] |
| Serbien                 | 1 januari 1939[G]   | Serbiens ishockeyförbund                             | Nastas Andric          | [ 43 ] |
| Slovakien               | 2 februari 1993     | Slovenský zväz ľadového hokeja                       | Juraj Siroky           | [ 44 ] |
| Slovenien               | 6 maj 1992          | Hokejska zveza Slovenije                             | Matjaž Rakovec         | [ 45 ] |
| Sydafrika               | 25 februari 1937    | South African Ice Hockey Association                 | Jerry Stevens          | [ 46 ] |
| Spanien                 | 10 mars 1923        | Federación Española de Deportes de Hielo             | Maria Teresa Samaranch | [ 47 ] |
| Sverige                 | 23 mars 1912        | Svenska Ishockeyförbundet                            | Christer Englund       | [ 48 ] |
| Schweiz                 | 23 november 1908    | Swiss Ice Hockey Federation                          | Philippe Gaydoul       | [ 49 ] |
| Thailand                | 27 april 1989       | Thailands ishockeyförbund                            | Phisan Xupravatti      | [ 50 ] |
| Turkiet                 | 1 maj 1991          | Türkiye Buz Hokeyi Federasyonu                       | Akin Kilavuz           | [ 51 ] |
| Ukraina                 | 6 maj 1992          | Ukrainas ishockeyfederation                          | Anatoliy Brezvin       | [ 52 ] |
| USA                     | 26 april 1920       | USA Hockey                                           | Ron DeGregorio         | [ 53 ] |

^ A. Österrike uteslöts från IIHF 1920, släpptes in igen 24 januari 1924. De blev uteslutna igen 1939 och återinsläppta 27 april 1946.

^ B. IIHF ser Böhmen, vilka gick med 1908, samt Tjeckoslovakien som föregångare till Tjeckien, vilka officiellt blev medlemmar 1993.

^ C. Tyskland uteslöts 1920 och insläppta 11 januari 1926. De uteslöts igen 27 april 1946. Västtyskland och Östtyskland blev medlemmar år 1951, respektive 1954. Tyskland blev efter återföreningen återinsläppta i IIHF 3 oktober 1990.

^ D. 1940 annekterades Estland, Lettland och Litauen av Sovjetunionen. Deras medlemskap avslutades 27 april 1946. De tre länderna blev medlemmar i IIHF igen 6 maj 1992.

^ E. Japan blev uteslutna ur IIHF 27 april 1946 och släpptes in igen 10 mars 1951.

^ F. IIHF ser Sovjetunionen, vilka blev medlemmar 1952, som föregångare till Ryssland som officiellt blev medlemmar 1992.

^ G. IIHF räknar Jugoslaien, vilka blev medlemmar 1939, som föregångare till Serbien som officiellt blev medlemmar i förbundet 28 september 2006.